# George Lichtheim
George Lichtheim (* 6. November 1912 in Berlin; † 22. April 1973 in London) war ein deutsch-britischer Schriftsteller, dessen Werke sich vor allem kritisch mit der Geschichte und Theorie von Sozialismus und Marxismus beschäftigten. Er legte Wert darauf, weder Liberaler noch Kommunist zu sein, und bezeichnete sich selbst als Sozialist.
Er war ein Vertreter der marxistischen Interpretation der Geschichte und sah im Marxismus das Erbe der deutschen idealistischen Tradition von Kant über Hegel. Die spätere Entwicklung schon ab Friedrich Engels und den sowjetischen Marxismus sah er kritisch und stand der Kritischen Theorie und der Frankfurter Schule (Max Horkheimer, Herbert Marcuse, Theodor Wiesengrund Adorno, Jürgen Habermas) aufgeschlossen gegenüber.

## Leben
George Lichtheim wurde 1912 in Berlin als Sohn des zionistischen Politikers und Publizisten Richard Lichtheim geboren und verbrachte seine ersten Lebensjahre bis 1917 in Konstantinopel, wo der Vater die Zionistische Weltorganisation vertrat. Die Familie lebte danach in Berlin und kurzzeitig in London, 1934 wanderten die Lichtheims nach Palästina aus. Er lebte in Jerusalem im Stadtteil Rechavia und wurde ein enger Freund von Gershom Scholem.
Lichtheim kam 1945 über Palästina nach England und veröffentlichte anfangs unter dem Pseudonym George L. Arnold. Er übersetzte große Teile von Gershom Scholem's ursprünglich in Deutsch geschriebenem Werk Die jüdische Mystik in ihren Hauptströmungen ins Englische (Major Trends in Jewish Mysticism, 1941) und schrieb zahlreiche Artikel für Palestine Post, Commentary, Partisan Review, Dissent, New Leader, Encounter, Times Literary Supplement und The New York Review of Books.
Lichtheim starb durch Suizid.

## Werke (Auswahl)
- The Pattern of World Conflict. Dial Press, New York 1955
- Marxism: An Historical and Critical Study. Praeger (Praeger university series), New York [u. a.] 1962
- Marxism in Modern France. Columbia University Press, New York [u. a.] 1966
- The Concept of Ideology, And Other Essays. Random House, New York 1967 [dt. Das Konzept der Ideologie. Suhrkamp (Edition Suhrkamp 676), Frankfurt/M. 1973. ISBN 3-518-00676-2]
- The Origins of Socialism. Praeger (Books That Matter), New York 1969 [dt. Ursprünge des Sozialismus (Das moderne Sachbuch 86). Bertelsmann, Gütersloh 1969]
- A Short History of Socialism. Fontana/Collins (Fontana paperbacks), London 1975 [dt. Kurze Geschichte des Sozialismus. Kiepenheuer & Witsch (Studien-Bibliothek), Köln 1972. ISBN 3-462-00891-9]
- Lukács. Collins (Fontana paperbacks), London 1970 [dt. Georg Lukács. dtv (Moderne Theoretiker), München 1971. ISBN 3-423-00748-6]
- Imperialism. Praeger, New York 1971 [dt. Imperialismus. dtv (Wissenschaftliche Reihe), München 1972. ISBN 3-423-04112-9]
- From Marx to Hegel. Orbach & Chambers, London 1971
- Europe in the Twentieth Century. Weidenfeld and Nicolson, London 1972 [dt. Europa im 20. Jahrhundert. Eine Geistesgeschichte der Gegenwart. dtv (Kindlers Kulturgeschichte Europas 20), München 1983. ISBN 3-423-05941-9]
- Thoughts Among the Ruins: Collected essays on Europe and beyond, (1973)
- Collected Essays, Viking 1973